# Kamionka (ceramika)

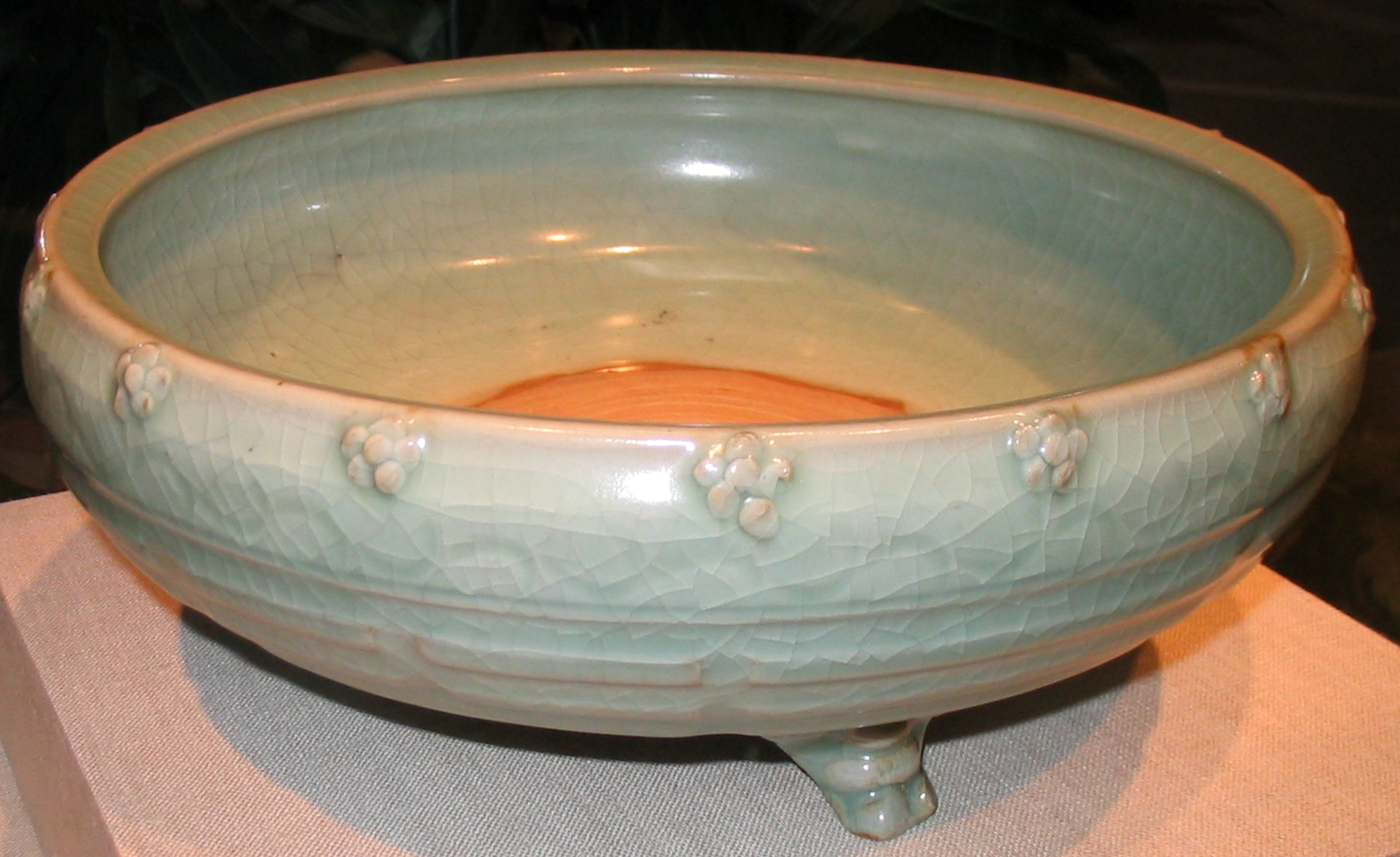
Kamionkowe chińskie naczynie z okresu dynastii Ming

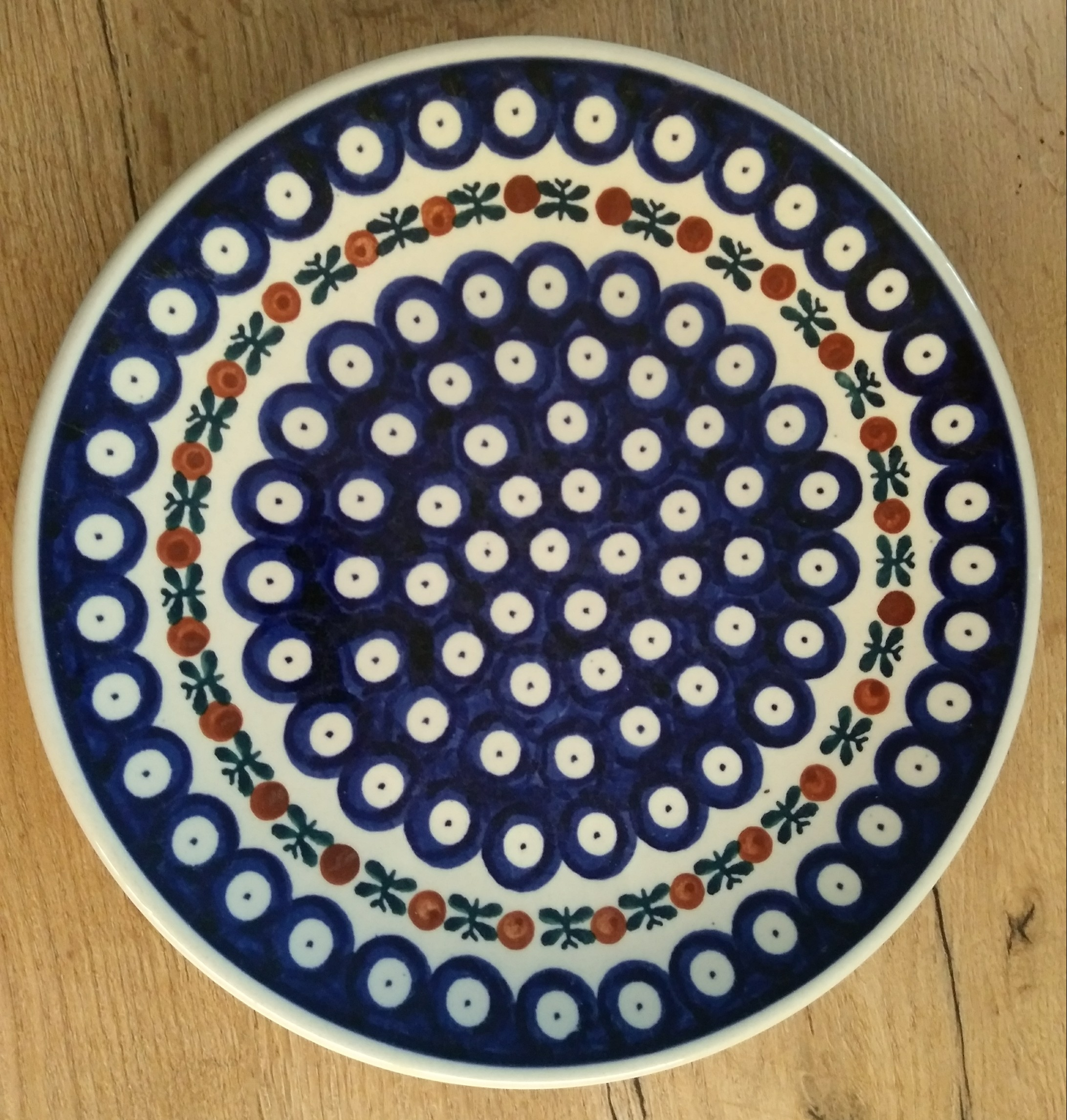
Talerz ceramiczny z Bolesławca

Kamionka – wyrób ceramiczny otrzymywany z glin z dodatkiem szamotu lub piasku kwarcowego, wypalany w temperaturze 1230-1300 °C. Surowe wyroby przed wypalaniem pokrywa się solą kuchenną (NaCl) lub innymi sproszkowanymi minerałami. Dzięki temu w trakcie wypalania tworzy się na powierzchni wyrobu szklista polewa – glazura o różnych barwach.
Wyroby kamionkowe są nieprzeźroczyste. Charakteryzują się dużą wytrzymałością mechaniczną, odpornością na działanie kwasów i minimalną nasiąkliwością wodną. Kamionka używana jest więc do produkcji aparatury kwasoodpornej, płytek posadzkowych, kształtek i płytek ściennych stosowanych w pomieszczeniach sanitarnych, rzeźniach itp.; rur i kształtek kanalizacyjnych. Z kamionki wykonuje się także naczynia; w odróżnieniu od naczyń z gliny wypalanej bez szkliwa nie przepuszczają one wody, dzięki czemu nadają się do przechowywania cieczy.
Wyroby z kamionki znane były już w starożytności. W Europie zyskały popularność w XVIII w., gdy ich produkcję podjęto w licznych manufakturach. Ze względu na proste technologie i niskie koszty wytwarzania, a stąd stosunkowo niskie ceny, kamionka cieszyła się popytem zwłaszcza wśród uboższych warstw społeczeństwa. Produkowano z niej misy i dzbany (jako komplety „umywalkowe”), garnki, beczułki, faski i inne pojemniki do przechowywania produktów, formy do pieczenia ciast, zastawy stołowe, a także świecką i sakralną plastykę figuralną.
Na terenie dzisiejszej Polski produkcja kamionki rozwinęła się głównie na Dolnym Śląsku, zwłaszcza na przedgórzu Sudetów. 
Znanym ośrodkiem produkcji tej ceramiki pozostał do dzisiaj Bolesławiec (niem. Bunzlau – stąd np. na Śląsku naczynia kamionkowe, bez względu na pochodzenie, bywają nazywane bunclokami).